# Alexandre Nevski (Prokofiev)
Pour les articles homonymes, voir Alexandre Nevski (homonymie).

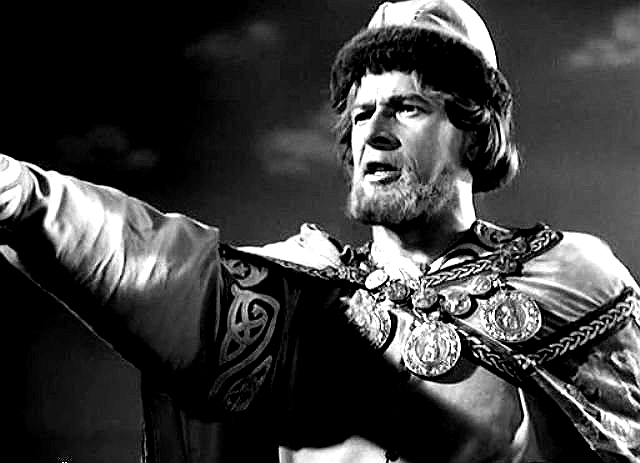
Nikolay Cherkasov dans le rôle du personnage principal du film Alexandre Nevski de Sergey Eisenstein

Alexandre Nevski est une partition composée par Sergueï Prokofiev en 1938 pour le film homonyme de Sergueï Eisenstein retraçant la lutte historique et héroïque du jeune prince Alexandre Nevski dans la Russie du XIIIe siècle. La partition fut adaptée l'année suivante par le compositeur sous la forme d'une cantate pour mezzo-soprano, chœur et orchestre,.

## La musique du film

### Historique
Il s'agit de la troisième composition de Prokofiev pour le cinéma, après le Lieutenant Kijé (Alexandre Feinzimmer 1933) et La Dame de pique (Mikhail Romm – inachevé – 1936).
Prokofiev connaît Sergueï Eisenstein, qu'il retrouve à son retour à Moscou, pour l'avoir rencontré à plusieurs occasions à l’étranger. Lorsqu'en mai 1938 le cinéaste lui demande de travailler avec lui pour Alexandre Nevski, Prokofiev manifeste son enthousiasme : 

« Quand Eisenstein m’a proposé d’écrire une partition pour le film Alexandre Nevski, j’ai accepté avec plaisir, car j’admirais depuis longtemps son magnifique talent de metteur en scène. Au cours de nos travaux, l’intérêt n’a cessé de croître et Eisenstein s’est révélé non seulement un brillant metteur en scène, mais un musicien très fin. »

De son côté le cinéaste juge « miroitante d'images triomphales » une musique « qui ne se contente pas d'être illustrative ». Cette première collaboration idéale se poursuivra avec Ivan le Terrible.
Le film retrace un événement phare de l'histoire russe au XIIIe siècle : l'opposition d'Alexandre Nevski à l'invasion du pays par les chevaliers teutoniques et notamment la bataille du lac Peïpous qui mit fin à leur expansion orientale. À l'heure où menace le nazisme, la lutte vaillamment menée et la victoire obtenue brillamment par le jeune prince contre les teutons au XIIIe siècle vont prendre valeur d'idéal patriotique.

### Modus operandi
La partition totale, pour chœur et orchestre de studio, comprend 21 sections qui sont autant de contrepoints musicaux aux images du film. Au lendemain de la disparition du compositeur, André Martin écrit dans Les Cahiers du cinéma à propos de la collaboration entre les deux génies :
« Eisenstein et Prokofiev procèdent de trois façons :
1° en créant les images d'après une musique composée auparavant ;
2°  en créant la musique d'après les images composées auparavant ;
3° en réalisant tout ensemble sans ordre distinct.
Le secret ne réside pas dans ces recettes insuffisantes, mais dans la façon de toucher les choses. »
Le cinéaste travaille sur la relation entre l'image et le son pour définir l'expressivité de ses acteurs ou la virtuosité des mouvements de foule. Le musicien tire parti de l'expressionnisme des images d'Eisenstein.
Les images inventent la musique : Prokofiev ne trouve la sonorité du petit orchestre de la bataille que lorsque Eisenstein montre exactement ce qu'il veut en  tournant la scène. La musique invente les images : si Prokofiev a une idée arrêtée sur l'avancement de sa musique, Eisenstein modifie sa prise de vue.
Cette symbiose entre deux génies créateurs trouve son aboutissement dans la fantastique « Bataille sur la glace », qui voit la victoire de Nevski sur les Teutons. Le montage du film, pour cette séquence mémorable, est réalisé par rapport à la musique préalablement enregistrée sous la direction de Samuel Samossoud.
Après la composition, Prokofiev s'implique également dans l'enregistrement de sa musique, cherchant notamment à jouer sur les distances des microphones pour obtenir les sonorités désirées. Il fait par exemple placer les cors représentant les Chevaliers Teutoniques très près des microphones pour leur conférer un son légèrement distordu ou enregistrer cuivres et chœurs séparément. Eisenstein rapporte ainsi les propos du musicien :
« L’idée me vient de savoir s’il était possible d’employer les côtés « négatifs » du microphone afin d’obtenir des effets particuliers : on sait, par exemple, que l’émission violente d’un son dans un microphone abîme la pellicule et provoque un bruit désagréable à l’audition. Comme le son des trompettes teutoniques était incontestablement désagréable aux oreilles russes, je fis jouer directement la fanfare dans le microphone, ce qui provoqua un effet dramatique curieux. »
Au point culminant de la bataille, les craquements, les cris, les exclamations et les cliquetis de la bande son prennent le relais de la musique, avant de s’y fondre à nouveau. Eisenstein décrit ainsi la fusion du visuel et du sonore :
« [il s'agit d'une] œuvre audiovisuelle, des images spécialement expressives remplaçant le texte traditionnellement chanté, dans un opéra par exemple : jamais musique et dialogue efficace ne se superposent, tandis que les grands chœurs réapparaissent volontiers comme des leitmotivs, nous indiquant quelles sont les pensées des protagonistes, souvent montrés muets et sans mouvement. À la musique revenait donc le rôle d’animer ce statisme des « héros », opposé à la saine turbulence de quelques personnages choisis dans le menu peuple (et auxquels n’est affectée aucune musique). »

### Esthétique
En dehors de quelques moments d'inévitable emphase, la musique d’Alexandre Nevsky est tonifiante, vibrante, chaleureuse. C’est le plus pur style épique de Prokofiev. À propos du caractère cinématographique de l'écriture du compositeur, Eisenstein écrit :
« Sa musique est étonnamment plastique, elle n'est jamais une illustration ; elle montre d'une façon étonnante la marche des événements, leur structure dynamique dans laquelle se concrétise l'émotion. »
Prokofiev est d’abord tenté d’utiliser une authentique musique du XIIIe siècle. Mais les chants grégoriens de l’Église romaine lui paraissent par trop étrangers pour être en mesure de susciter l’imagination de ses contemporains soviétiques et d'ailleurs, personne ne sait réellement ce que pouvaient chanter en livrant bataille il y a sept siècles chevaliers teutons ou Russes valeureux. Malgré toutes ses recherches, Prokofiev ne parvient pas à trouver la musique qu'il aurait pu incorporer à son œuvre pour les croisés. Il décide donc de décrire les partis en jouant sur des atmosphères spécifiques : martiale et sombre, timbres rauques, cuivrés et dissonants, avec chant en latin (Peregrinus Expectavi, Pedes meos, In cymbali) pour évoquer les Chevaliers Teutoniques croisés ; amples et sonores lignes mélodiques et riches harmonies pour les défenseurs russes ; chants populaires et sons de cloches pour le peuple russe. Eisenstein rapporte ainsi les propos du musicien :
« L’action, située au XIIe siècle, est bâtie sur deux éléments opposés : d’un côté les Russes, de l’autre des croisés teutons. La tentation naturelle était d’employer la musique de l’époque, mais l’étude des chants catholiques a montré que, durant sept siècles, ils s’étaient tellement éloignés de nous et que leur contenu émotif nous était devenu si étranger, qu’ils ne suffisaient plus à satisfaire l’imagination du spectateur. Voilà pourquoi il était beaucoup plus intéressant de les interpréter, non pas comme ils l’avaient été à l’époque de la Bataille sur la glace, mais ainsi que nous les ressentions actuellement. »
En maître de l'orchestration, Prokofiev invente des rythmes fortement colorés, denses, et robustes mais sait aussi être tendre et lyrique. À la dureté des images d'Eisenstein répond l'acier de la musique. Le drame musical est empreint de cette puissance virulente et colorée qui souligne l'énergie et la tension de l'action., En dramaturge né, il dresse un tableau épique qui culmine dans la Bataille sur la glace et préfigure ce que le musicien écrira plus tard dans Guerre et Paix. L’immensité de l’espace est démultipliée par un motif d’une parfaite simplicité posé sur une vaste échelle sonore trouée de larges béances. La musique de Prokofiev traduit la charge émotionnelle de l'ultime assaut sur le lac gelé, point d'orgue de l'épopée. Dans la Bataille sur le lac gelé dont la longueur représente plus d’un tiers du film, s’entrechoquent les deux thèmes, teutonique et sombrement conquérant, russe et amplement mélodique. Dans le tableau final, le vainqueur, face aux cadavres et à la ruine d'une terre dévastée, contemple froidement l'horizon quand la soprano entonne son chant de compassion plein d'espoir. André Martin écrit encore :
« Pour l'occupation de Pskov par les Croisés Teutons, Prokofiev combine des accords sordides, des tenues lugubres qu'il aggrave encore par un balancement convulsif et asthmatique des basses. Cet orchestre barbare se rattache directement au Prokofiev de la « Suite Scythe » écrite en 1914. Aux mélodies défigurées, à la polyphonie âpre qui accompagne les chevaliers Teutons s'oppose la clarté des thèmes russes, pour lesquels l'orchestre riche une fois pour toutes, sonne avec un élan inouï, prenant appui sur des arpèges qui ébranlent tous les pupitres. »
L'orchestration d'Alexandre Nevski, modèle de polyphonie, est équilibrée et efficace dans les petites formations comme dans les gros effectifs qui ne s'empâtent et ne se télescopent jamais.

## La Cantate opus 78

### Du film à la cantate
Prokofiev tire de sa musique une cantate pour mezzo-soprano, chœur et orchestre en sept parties reprenant les passages les plus significatifs du film et durant environ quarante minutes. Elle est créée le 17 mai 1939 par l'orchestre philharmonique de Moscou sous la baguette de Prokofiev (Valentina Gagrina, mezzo-soprano). Dédiée aux 60 ans de Staline elle est déjà bien reçue du public avant de devenir un véritable chant patriotique après la déclaration de guerre.
La différence la plus notable entre les deux partitions réside dans l'effectif employé. La deuxième facture paraît pourtant n'être qu'une classique réduction pour un orchestre de dimension moyenne. Il semble que, pour la cantate, Prokofiev se soit simplement soucié d'établir un découpage cohérent de la musique originelle, sans chercher à en faire une œuvre nouvelle ni même à opérer des modifications importantes.
La puissance évocatrice de la musique de Prokofiev permet à l'auditeur qui ne connaîtrait pas le film de ressentir, à l'écoute de la cantate, une charge émotionnelle aussi intense que celle qui renaît au souvenir de l'œuvre d'Eisenstein.

### Découpage
- 1. « La Russie sous le joug mongol » (ut mineur)

Le mouvement introductif représente un tableau de la Russie meurtrie par l'envahisseur.
- 2. « Chant sur Alexandre Nevski » (Si bémol)

Ce mouvement évoque le souvenir de la victoire sur les troupes suédoises près de la Néva en 1240 du prince Alexandre Iaroslavitch, devenu « Nevski », et l'espoir suscité dans le cœur du peuple russe.
- 3. « Les croisés dans Pskov » (ut dièse mineur)

Cette partie reprend l'atmosphère sombre du premier mouvement, mais introduit le thème spécifique des Chevaliers Teutoniques.
- 4. « Debout, peuple russe ! » (Mi bémol)

Ce mouvement, en forme de chant populaire, représente l'appel aux armes dans les villes de Russie.
- 5. « La bataille sur la glace »

Le cinquième, et le plus long, mouvement représente la bataille finale entre les troupes d'Alexandre Nevski et les Chevaliers Teutoniques sur la surface gelée du lac Peïpous en 1242. Après un début évoquant l'aube sur le lac gelé, la chevauchée des troupes se fait entendre et la bataille s'engage. Le paroxysme de sa violence est exprimé par des sons cacophoniques et dissonants.
- 6. « Le champ des morts » (ut mineur, mezzo-soprano)

Après la bataille, une jeune fille cherche son bien-aimé parmi les corps des morts qu'elle bénit, chantant sa douleur et le sacrifice des héros :
Paroles russes :
Я пойду по полю белому,

Полечу по полю смертному,

Поищу я славных соколов,

Женихов моих, добрых молодцев.

Кто лежит мечами порубленный,

Кто лежит стрелою пораненный.

Напоили они кровью алою

Землю честную, землю русскую.

Кто погиб за Русь смертью доброю,

Поцелую того в очи мертвые,

А тому молодцу, что остался жить,

Буду верной женой, милой ладою.

Не возьму в мужья красивого –

Красота земная кончается,

А пойду я за храброго –

Отзовитеся, ясны соколы.
Traduction des paroles :
"J'irai à travers le champ blanc de neige,

Je volerai à travers le champ de la mort,

Je rechercherai les glorieux faucons,

Mes prétendants, les jeunes preux.

L'un repose ici haché par les épées,

L'autre gît percé de flèches.

Ils ont donné à boire leur sang pourpre

A l'honorable terre russe.

Celui qui mourut noblement pour la Russie,

Je l'embrasserai sur ses yeux clos,

Et pour ce vaillant jeune homme qui resta en vie,

Je serai une épouse fidèle, une tendre compagne.

Je ne prendrai pas pour mari un homme beau –

La beauté terrestre a une fin,

Et je vais à la recherche d'un brave –

Répondez, purs faucons."
- 7. « L'entrée d'Alexandre Nevski dans Pskov » (Si bémol)

Le dernier mouvement fait écho aux second et quatrième, et représente la joie du peuple russe lors du retour et de l'entrée triomphale d'Alexandre dans la ville de Pskov.

### Orchestration
La cantate opus 78 est écrite pour  mezzo-soprano soliste, chœur et orchestre symphonique.
| Instrumentation de la cantate Alexandre Nevski |
| Cordes |
| premiers violons, seconds violons, altos, violoncelles, contrebasses, 1 harpe                                                                     |
| Bois |
| 1 piccolo, 2 flûtes, 2 hautbois, 1 cor anglais, 2 clarinettes, 1 clarinette basse, 1 saxophone ténor, 2 bassons, 1 contrebasson,                  |
| Cuivres |
| 4 cors, 3 trompettes, 3 trombones, 1 tuba |
| Percussions |
| timbales, cloches tubulaires, caisse claire, grosse caisse, cymbales, tambourin, maracas, wood-blocks, triangle, tam-tam, glockenspiel, xylophone |
| Voix |
| mezzo-soprano soliste, chœur : sopranos, altos, ténors, basses                                                                                    |

Anecdotes :
"Battle on Ice" sera reprise pour la bande annonce du film Conan Le Barbare (1982) de John Milius.

### Discographie
- Musique du film réorchestrée en 1986 pour grand orchestre (intégrale) : 
  - Orchestre philharmonique de Saint-Pétersbourg, Saint Petersbourg Capella, Saint Petersbourg Chamber Choir, Saint Petersbourg Teleradio Chorus, direction Youri Temirkanov en 1995, BMG/RCA Victor 61926.
- Cantate :
  - Orch. Radio URSS, (chœur Radio URSS), direction:Samuel Samossoud, mezzo-soprano: Ludmilla Legostaeva, Monitor                collectors series MCS (C) 2062/ Cdm LDX.A 8133.1947. Grand Prix du Disque.
  - Philadelphia Orchestra (& The Westminster Choir), direction : Eugene Ormandy, mezzo-soprano : Jenny Tourel, Columbia, 1945.
  - Chicago Symphony Orchestra, direction : Fritz Reiner, mezzo-soprano : Rosalind Elias, RCA, 1959.
  - New York Philharmonic, direction : Thomas Schippers, mezzo-soprano : Lili Chookasian, Sony, 1961.
  - Czech Philharmonic, direction : Karel Ancerl, mezzo-soprano : Vera Soukupova, Supraphon, 1963.
  - Orchestre symphonique d'URSS, direction : Evgueni Svetlanov, mezzo-soprano : L. Andreyeva, 1966.
  - Cleveland Orchestra, direction : Ricardo Chailly, mezzo-soprano : Irina Arkhipova, 1983/4 (Decca).
  - Los Angeles Philharmonic Orchestra, direction : André Prévin, Telarc.
  - Vienna State Orchestra, direction : Mario Rossi, mezzo-soprano : Ana-Maria Iriarte, Vanguard.
  - Orchestre national de Lille (& Latvian State Choir), direction : Jean-Claude Casadesus, mezzo-soprano : Ewa Podles, Naxos.
  - Milwaukee Symphony Orchestra, direction : Zdenek Macal, mezzo-soprano : Janis Taylor, Koss.
  - Saint Louis Symphony Orchestra, direction : Leonard Slatkin, mezzo-soprano : Claudine Carlson.
  - Orchestre Symphonique de Montréal, direction : Charles Dutoit, mezzo-soprano : Jard van Nes; Chœur de l'OSM, 1992, London Digital, 430 506-2.
  - Dallas Symphony Orchestra, direction : Eduardo Mata, contralto : Mariana Paunova, 1993, Dorian.
  - Scottish National Orchestra, direction : Neeme Järvi, mezzo-soprano : Linda Finnie, Chandos.
  - Orchestre du Kirov, Saint-Pétersbourg, Chœurs du théâtre Mariinsky, direction Valery Gergiev, mezzo-soprano : Olga Borodina, Philips 473 600-2.
  - Chicago Symphony Orchestra, direction : Claudio Abbado, mezzo-soprano : Elena Obraztsova, Deutsche Grammophon.
  - Russian State Symphony Orchestra, direction : Dmitry Yablonsky, mezzo-soprano : Irina Gelahova, Naxos.
  - Il existe une version de l'œuvre transcrite pour orchestre d'harmonie par le compositeur canadien Yves Lapierre (création par l'Harmonie de l'École municipale de musique de Castelsarrasin) [réf. nécessaire].